# Kanunî, Novohrad-Volînskîi
Kanunî (în ucraineană Кануни) este un sat în comuna Strîieva din raionul Novohrad-Volînskîi, regiunea Jîtomîr, Ucraina.

## Demografie
Componența lingvistică a localității Kanunî
     Ucraineană (97%)
     Rusă (1,91%)
     Română (1,09%)
Conform recensământului din 2001, majoritatea populației localității Kanunî era vorbitoare de ucraineană (97%), existând în minoritate și vorbitori de rusă (1,91%) și română (1,09%).